# Джепара (регентство)
Джепара (яван. ꦗꦼꦥꦫ) — регентство на північному сході індонезійської провінції Центральна Ява. Його столиця — Джепара.

## Історія
Вважається, що населення прибуло з регіону Південний Юньнань, мігрували на північний край Яви в той час, коли Джепара ще був відокремлений Юванською протокою.
У 16 столітті Джепара був важливим портом. На початку 1513 р. його король Юннус (Паті Унус) організував напад на португальську Малаку. Вважають, що його війська складалися зі ста кораблів і 5000 чоловік з Джепари та Палембанга. Напад був відбитий. Між 1518 і 1521 роками він, ймовірно, отримав контроль над Демакським регентством. В кінці 16-му століття країною правила впливова рату («королева») Каліньямат. Джепара знову напала на Малакку в цей раз разом з Джохором, в 1574 році на три місяці взяв в облогу Малакку.
На території розміщений форт 17 століття. Це батьківщина національної героїні Індонезії Картіні.

## Географія
Резиденція Джепара розташована у північно-східному прибережному регіоні Центральної Яви, межує з Яванським морем на півночі та заході, регентствами Кудусським і Пациентським на сході, а на півдні — Демакським. На східному кордоні знаходиться гірський регіон, найбільш помітною вершиною якого є гора Мурія. До складу регентства входить також архіпелаг Карімун-Ява, який визнаний підрайоном і розташований у Яванському морі приблизно за 80 кілометрів на північний захід від резиденції Джепара.

### Підрайони
Регентство ділиться на 16 підрайонів:

## Населення
Населення складається майже повністю з яванців, з яких 95 % мусульман. Багато торговців з усього світу перебували в Джапарі століттями тому, деякі жителі Джепари мають частину європейського, китайського, арабського, малайського або бугіського походження.

## Туризм
Туризм у Джепарі є важливою складовою економіки. Джепара хоч і невелике містечко, але має багато туристичних визначних пам'яток, гірський, пляжний туризм, підводні тури, екскурсії по островах. Іноземні туристи відвідують пляж Тірто-Самодра (пляж Банденган), острови Карімунджава (Червона Ява), пляж Картіні тощо.

## Галерея

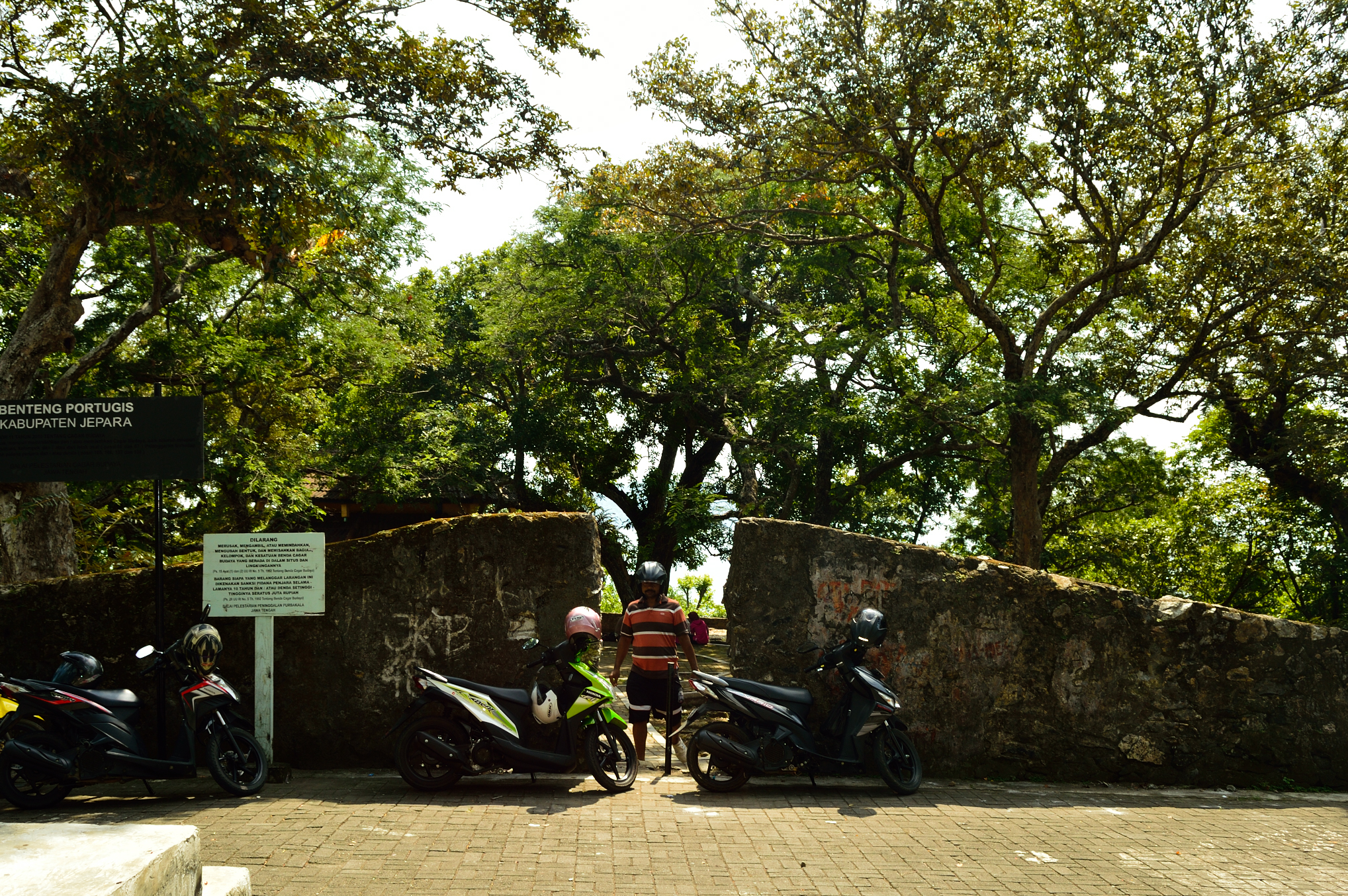
Португальський форт Джепари
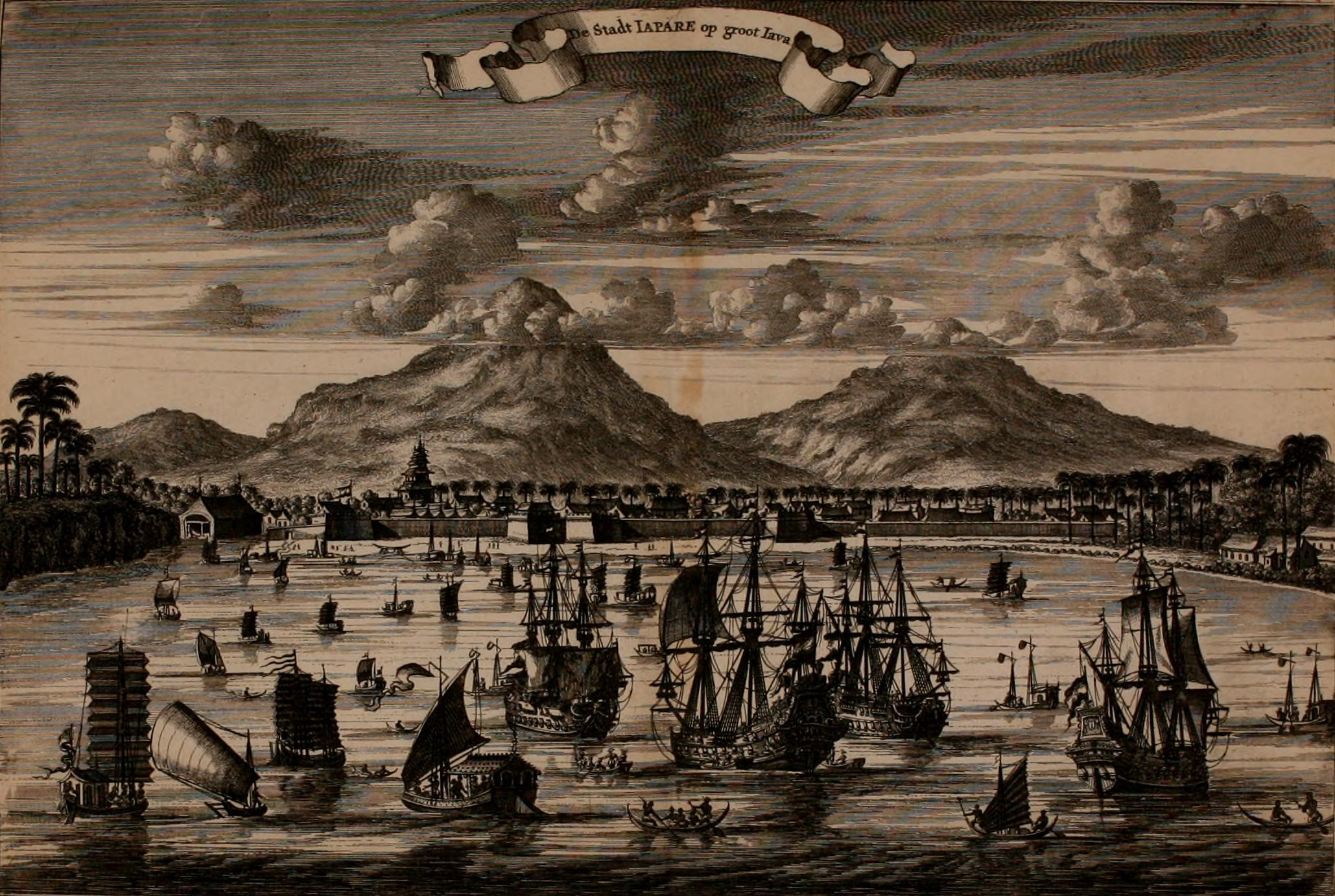
Вид на місто Джепара близько 1650 року
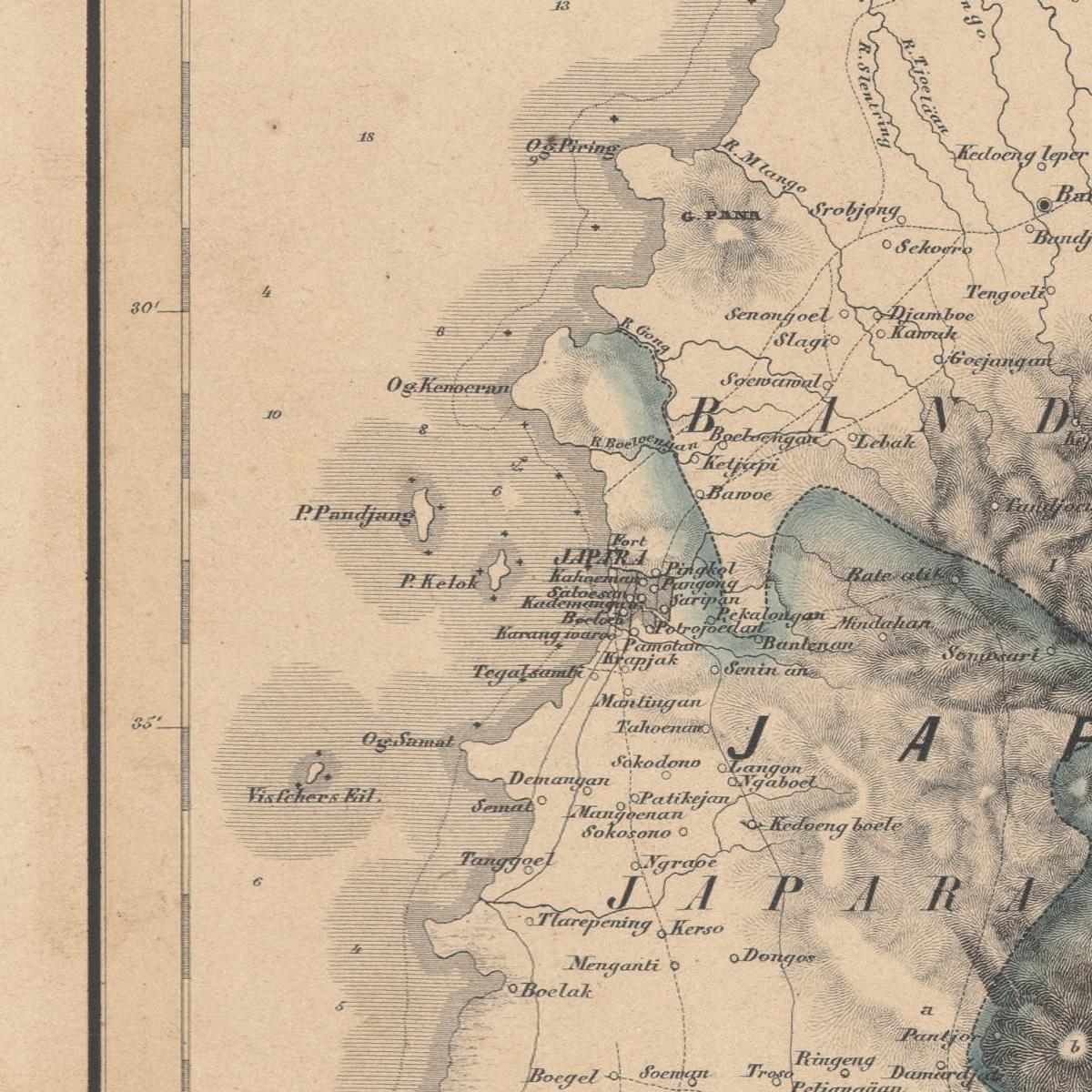
Карта 1858 р. Джепари